# Villahermosa, Villaflores
Villahermosa är en ort i Mexiko.   Den ligger i kommunen Villaflores och delstaten Chiapas, i den sydöstra delen av landet, 700 km sydost om huvudstaden Mexico City. Villahermosa ligger 1 069 meter över havet och antalet invånare är 452.
Terrängen runt Villahermosa är kuperad. Runt Villahermosa är det ganska glesbefolkat, med 24 invånare per kvadratkilometer. I omgivningarna runt Villahermosa växer huvudsakligen savannskog.